# Československá námořní plavba

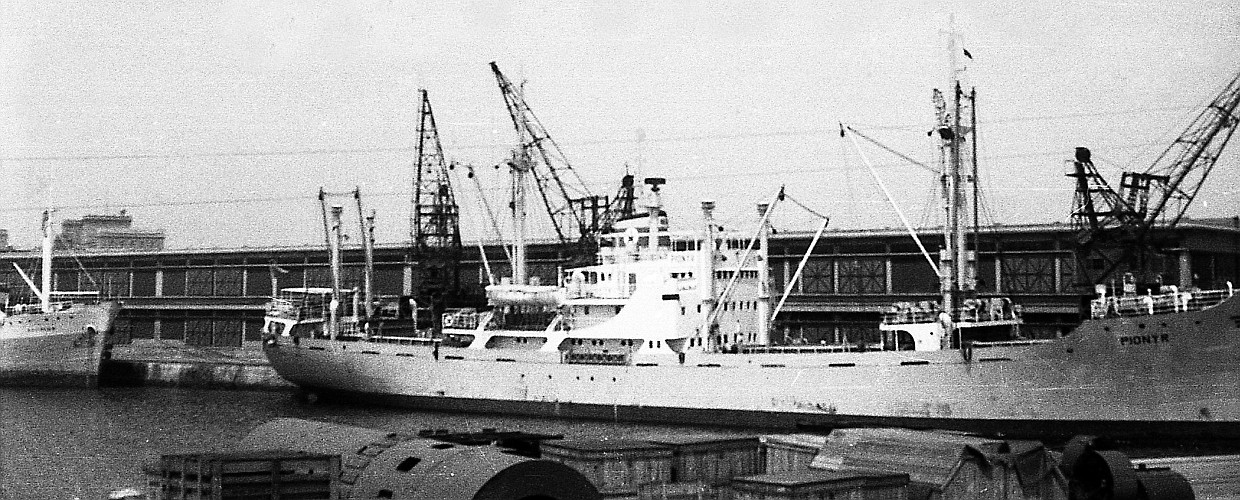
M/S Pionýr w porcie w Konstancy, Rumunia (1961)

Československá námořní plavba (pol. "Czechosłowacka Żegluga Morska") – nazwa państwowej spółki akcyjnej utworzonej 1 kwietnia 1959 w Czechosłowacji w celu zarządzania handlową flotą morską tego kraju. Spółka sprywatyzowana została w 1992; dysponowała w czasie swego istnienia 44 statkami i była drugą co do wielkości flotą należącą do państwa niemającego dostępu do morza. Po prywatyzacji majątek firmy został w ciągu kilku lat spieniężony (ostatni statek sprzedano w 1998).

## Statki floty Czechosłowacji
- Republika I.
- Julius Fučík
- Lidice
- Dukla
- Mír I.
- Ostrava
- Orava I.
- Kladno
- Orlík I.
- Pionýr
- Jiskra
- Košice I.
- Republika II.
- Brno
- Vítkovice I.
- Blaník
- Sitno
- Radhošť
- Kriváň
- Praha
- Mír II.
- Bratislava
- Třinec
- Orlík II.
- Slapy
- Lipno
- Orava II.
- Karlovy Vary
- Vltava
- Otava
- Dunaj
- Berounka
- Labe
- Vítkovice II.
- Sázava
- Košice II.
- Tatry
- Beskydy
- Svitava
- Šumava
- Jan Hus
- Jan Žižka
- Prokop Holý
- Jan Želivský